# Héritier Lumumba
Héritier Lumumba, anteriormente conhecido como Héritier O'Brien (Rio de Janeiro, 15 de novembro de 1986) é um ex-jogador de futebol australiano.

## Carreira
Lumumba foi o 20º escolhido no Draft de Novatos de 2004 da AFL, pelo Collingwood, onde jogou por nove anos e ganhou o prêmio de All-Star australiano de 2010.
Devido a desentendimentos com a equipe, Lumumba se transfere em 2015 para o Melbourne, onde fica até sua aposentadoria no ano seguinte.

## Vida pessoal
Héritier, apesar de carioca de nascimento, cresceu em Perth, cidade para onde se mudou aos três anos de idade, pois sua mãe, também brasileira, havia se casado com um australiano, que assumiu sua paternidade e lhe deu o sobrenome de O'Brien, que ele usou até 2013, quando decidiu adotar o sobrenome de seu pai congolês, Lumumba.

## Prêmios
Time
- AFL Premiership: 2010
- McClelland Trophy (2): 2010 e 2011

Individual
- All-Australian: 2010

## Livros
- It's Cool to be Conscious. Hay House. 29 de maio de 2014. ISBN 978-1-40193-851-2[5]